# Trilogy
Trilogy treći je studijski album švedskog glazbenika, gitarista Yngwie Malmsteena koji je objavljen 1986. godine. Album je napravljen u čast ubijenog mladog švedskog ministra Olof Palmea.

## Popis pjesama
Sve pjesme napisao je Yngwie Malmsteen.
1. "You Don't Remember, I'll Never Forget"  – 4:29
2. "Liar"  – 4:07
3. "Queen In Love"  – 4:02
4. "Crying"  – 5:01
5. "Fury"  – 3:54
6. "Fire"  – 4:09
7. "Magic Mirror"  – 3:51
8. "Dark Ages"  – 3:54
9. "Trilogy Suite Op:5"  – 7:13

## Osoblje
Yngwie Malmsteen
- Yngwie Malmsteen - Električna gitara, Akustična gitara, Bas gitara i Taurus bas pedala
- Mark Boals - Vokal
- Jens Johansson - Klavijature
- Anders Johansson - Bubnjevi

Ostalo osoblje
- Producent i vođa - Yngwie J. Malmsteen
- Aranžer - Ricky Delena
- Asistent - Jimmy Hoyson - Robin Levine
- Mix - Ricky Delena i Yngwie J. Malmsteen